# Oszustwo rodziny Katō
Oszustwo rodziny Katō – trwający ponad 30 lat proceder wyłudzania świadczeń pieniężnych po zmarłym Sōgenie Katō (jap. 加藤 宗現 Katō Sōgen; ur. 22 czerwca 1899, zm. prawd. w listopadzie 1978), który do 2010 roku był uznawany za najstarszego mężczyznę mieszkającego w Tokio, kiedy to jego zmumifikowane zwłoki znaleziono w jego sypialni. Stwierdzono wówczas, że zmarł prawdopodobnie w listopadzie 1978, w wieku 79 lat, a jego rodzina nigdy nie ujawniła tej informacji, chcąc zachować rekord długowieczności mężczyzny i związane z tym korzyści finansowe. Wielokrotnie w tym okresie rodzina Katō odmawiała pracownikom szpitala wizyt w domu mężczyzny. Podczas przygotowań do Dnia Szacunku dla Ludzi Starszych w 2010 roku uzasadniała to między innymi stanem wegetatywnym Katō, czy też jego samomumifikacją (sokushinbutsu). Z uwagi na zły stan zwłok Katō przyczyna jego śmierci nigdy nie została ustalona.
Odkrycie szczątków Katō zapoczątkowało poszukiwania innych stulatków zaginionych z powodu słabej dokumentacji urzędowej. Badanie wykazało, że policja nie miała informacji o stanie 234 354 osób w wieku powyżej stu lat. Urzędnicy przyznali, że przyczyną wielu z tych przypadków była nieprawidłowo prowadzona dokumentacja. Jedna z krewnych Katō została uznana za winną oszustwa. W sumie przywłaszczono 9 500 000 jenów z renty mężczyzny.

## Historia

### Odkrycie ciała

Ilustracja miejsca, gdzie odnaleziono zmumifikowane ciało Katō. (1) miejsce znalezienia ciała; (2) gazeta z 1978; (3) telefon z tarczą numerową; (4) główne wejście

Po odnalezieniu rezydencji w Adachi w Tokio, gdzie miał mieszkać Katō, prośby urzędników o spotkanie z mężczyzną były wielokrotnie odrzucane przez jego rodzinę. Jego krewni podawali wiele powodów tych decyzji, uzasadniając to między innymi stanem wegetatywnym Katō i jego samomumifikacją (sokushinbutsu).
Ostatecznie zwłoki Katō zostały znalezione przez policję w lipcu 2010, kiedy to rodzina mężczyzny ponownie odmówiła wizyty urzędnikom zamierzającym uhonorować osiągnięcie długowieczności Katō w Dniu Szacunku dla Ludzi Starszych; wówczas policjanci wdarli się do domu. Zmumifikowane szczątki Katō, znalezione w pokoju na pierwszym piętrze, leżały na łóżku w bieliźnie i piżamie przykryte kocem. Gazety znalezione w pokoju pochodziły sprzed trzech dekad, co sugerowało, że śmierć Katō mogła nastąpić prawdopodobnie w listopadzie 1978. Urzędnik Yutaka Muroi powiedział wówczas: „Jego rodzina musiała wiedzieć, że nie żyje przez te wszystkie lata i zachowywała się, jakby nic się nie wydarzyło. To niesamowite”.
Dzień później wnuczka Katō wyjawiła znajomemu: „Mój dziadek zamknął się w pokoju na pierwszym piętrze naszego domu 32 lata temu i nie mogliśmy otworzyć drzwi z zewnątrz. Moja mama powiedziała: «Zostaw go tam», i tak go zostawiliśmy”. W 2010 roku jeden z urzędników zgłosił do urzędu miasta swoje obawy co do bezpieczeństwa Katō. Sekcja zwłok nie pozwoliła ustalić przyczyny jego śmierci.

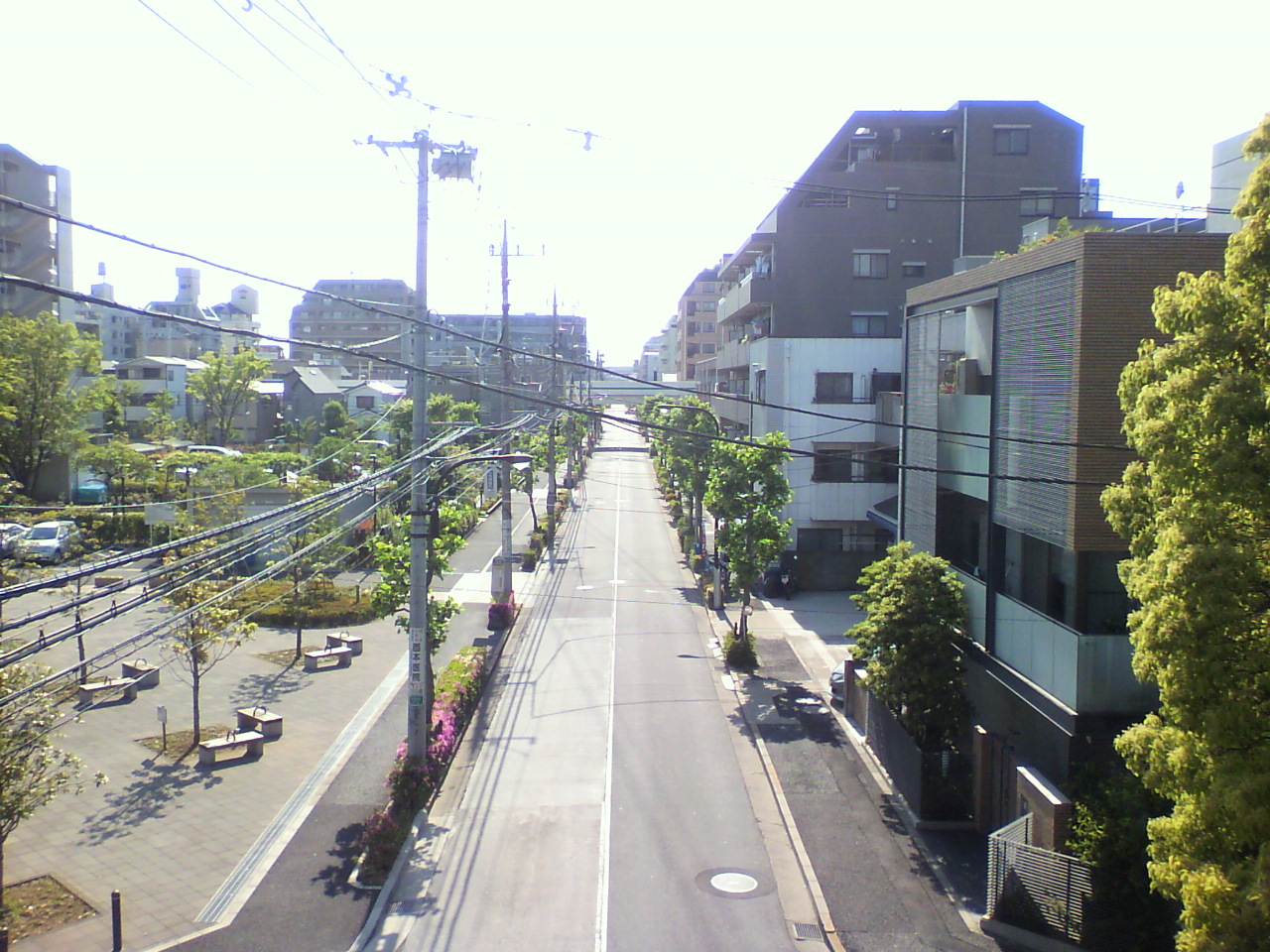
Dzielnica Adachi w Tokio, gdzie znajduje się dom rodziny Katō

### Proces sądowy
Po odkryciu zwłok w sierpniu 2010 dwie krewne Katō zostały aresztowane, a następnie oskarżone o oszustwo. Prokuratorzy twierdzili, że jego córka Michiko Katō (81 l.) i wnuczka Tokimi Katō (53 l.) nieuczciwie pobrały około 9 500 000 jenów z emerytury mężczyzny. Ponadto po śmierci 101-letniej żony Katō w 2004, w okresie między październikiem 2004 a czerwcem 2010, 9 450 000 jenów z renty rodzinnej zostało zdeponowane na koncie bankowym Katō, z czego około 6 050 000 jenów wypłacono przed odkryciem jego ciała. Katō najprawdopodobniej otrzymywał również zasiłek z opieki społecznej dla seniorów od czasu, gdy skończył 70 lat, co również mogły wykorzystać kobiety.
W listopadzie 2010 sąd rejonowy w Tokio skazał Tokimi Katō za oszustwo na dwa i pół roku kary więzienia w zawieszeniu na cztery lata. Sędzia Hajime Shimada powiedział: „Oskarżona popełniła złośliwe przestępstwo z samolubnym motywem zabezpieczenia dochodów dla swojej rodziny. Spłaciła jednak wszystkie świadczenia emerytalne i wyraziła skruchę za popełnione przestępstwo”.

## Następstwa
Po odkryciu zmumifikowanych zwłok Katō, przeprowadzone kontrole u innych stulatków w całej Japonii ujawniły informacje o kolejnych zaginięciach i błędnym prowadzeniu dokumentacji. Urzędnicy z Tokio próbowali znaleźć najstarszą kobietę w mieście, 113-letnią Fusę Furuyę, która zgodnie z rejestrem miała mieszkać z córką. Córka Furuyi przyznała, że nie widziała swojej matki od ponad 25 lat. Ujawnienie zniknięcia Furuyi i śmierci Katō skłoniło władze do przeprowadzenia ogólnokrajowego dochodzenia, w którym stwierdzono, że policja nie miała informacji o tym, czy 234 354 osoby w kraju w wieku powyżej stu lat wciąż żyją. Według urzędników, gdyby 77 tysięcy z tych osób wciąż żyło, miałoby więcej niż 120 lat. Za wiele takich przypadków obwiniano niedokładny system prowadzenia dokumentacji, a urzędnicy twierdzili, że wiele z tych osób mogło zginąć jeszcze podczas II wojny światowej. Informacje z jednego z rejestrów sugerowały, że pewien mężczyzna nadal żył w wieku 186 lat.
Po doniesieniach na temat Katō i Furuyi analitycy zbadali, dlaczego rejestry prowadzone przez japońskie władze, tak bardzo odbiegały od rzeczywistości. Według doniesień, wielu seniorów wyprowadziło się z domów rodzinnych. Statystyki pokazują, że rozwody stają się coraz bardziej powszechne wśród osób starszych. Demencja, która dotyka ponad dwa miliony Japończyków, jest również podawana jako jedna z przyczyn. „Wielu spośród zaginionych to mężczyźni, którzy opuścili rodzinne strony, by szukać pracy w dużych miastach w okresie boomu sprzed lat 90. Wielu z nich obsesyjnie pracowało przez długie godziny i nigdy nie zbudowało relacji społecznych w nowych miejscach zamieszkania. Inni odnosili mniejszy sukces ekonomiczny niż się spodziewali. Wstydząc się porażki, nie chcieli wrócić do rodzinnego domu” – podał kanadyjski dziennik The Globe and Mail. Badania wykazały również, że wielu starszych Japończyków umiera w samotności. „Umrzyj w samotności, a po dwóch miesiącach wszystko, co pozostaje, to smród, gnijący trup i robaki”, podał The Japan Times w swoim artykule. Dziennik Asahi Shimbun zasugerował, że odkrycia te sugerują „głębsze problemy” w japońskim systemie rejestrów. „Rodziny, które powinny znajdować się najbliżej starszych osób, nie wiedzą, gdzie się one znajdują, a w wielu przypadkach nawet nie zadały sobie trudu, by poprosić policję o ich poszukiwanie”. „Sytuacja pokazuje istnienie samotnych ludzi bez rodziny, do której mogliby się zwrócić, a których więzi z otaczającymi je osobami zostały zerwane”.